# Black Springs
Black Springs é uma cidade  localizada no estado americano de Arkansas, no Condado de Montgomery.

## Demografia
Segundo o censo americano de 2000, a sua população era de 114 habitantes. 
Em 2006, foi estimada uma população de 112, um decréscimo de 2 (-1.8%).

## Geografia
De acordo com o United States Census Bureau, a localidade tem uma área de 1,1 km², sem área coberta por água.

## Localidades na vizinhança
O diagrama seguinte representa as localidades num raio de 32 km ao redor de Black Springs. 